# FLIP SIDE PLANET
『FLIP SIDE PLANET』（フリップサイドプラネット）は、2020年7月3日からJ-WAVEで放送されているラジオ番組。

## 概要
小袋成彬がキャッチした最新の音楽やアーティスト情報を集約する番組として2017年1月から放送されていた『MUSIC HUB』の後継番組。
情報をさらに拡げるべく、音楽カルチャーの発信拠点としてリニューアルした番組である。番組ハッシュタグは「#FlipSidePlanet」。
2021年10月より26:30～27:00のさらにディープな時間帯で音楽LOVERたちを巻き込み、国境、年代、ジャンルを超えたキュレーターたちと一緒に音楽への好奇心を刺激する週替わりの企画をオンエアする。
2024年4月より、YouTube・SoundCloudで番組の配信がスタートし、J-WAVEでは『GRAND MARQUEE』内のコーナーとして放送されている。
2025年4月28日から5月24日までは、小袋成彬がさいたま市長選挙（5月11日告示、同月25日投開票）に出馬したのに伴い、「春休み」として放送・配信を休止した。

## ナビゲーター
- 小袋成彬（2020年7月3日 - ）
- dan
- shinya

## 放送・配信時間
以下の時間は日本標準時に基づく。
- 毎週金曜日 25:30 - 26:00（2020年7月3日 - 2021年9月24日）
- 毎週金曜日 26:30 - 27:00（2021年10月1日 - 2024年3月29日）
- 毎週月曜日 - 木曜日 16:45 - 16:55（2024年4月1日 - ）
- 毎週日曜日 19:00（YouTube・SoundCloudで最新回配信 : 2024年3月31日 - ）